# Tschernetschtschyna (Nowomoskowsk)
Tschernetschtschyna (ukrainisch Чернеччина; russisch Чернетчина Tschernettschina) ist ein Dorf im Norden der ukrainischen Oblast Dnipropetrowsk mit etwa 1000 Einwohnern (2001).

## Geographie
Das Dorf Tschernetschtschyna liegt am rechten Ufer des Flusses Saplawka (Заплавка) und des Dnepr-Donbas-Kanals. Stromaufwärts des Flusses liegt das Dorf Mussijenkowe (Мусієнкове), am gegenüberliegenden Ufer das Dorf Hupaliwka.

## Geschichte
Im Jahr 1886 war die Siedlung Nechworoschtschanska Tschernetschtschyna das Zentrum der Wolost Tschernetschtschyna des Bezirks Nowomoskowsk. Im Dorf lebten 3224 Menschen, es gab 620 Gebäude, einen Gemeinderat, eine orthodoxe Kirche sowie 4 Jahrmärkte im Jahr.

## Verwaltungsgliederung
Am 22. Dezember 2019 wurde das Dorf zum Zentrum der neugegründeten Landgemeinde Tschernetschtschyna (Чернеччинська сільська громада/Tschernetschtschynska silska hromada). Zu dieser zählen auch die 7 in der untenstehenden Tabelle aufgelisteten Dörfer, bis dahin bildete es zusammen mit dem Dorf Mussijenkowe die gleichnamige Landratsgemeinde Tschernetschtschyna (Чернеччинська сільська рада/Tschernetschtschynska silska rada) im Nordwesten des Rajons Mahdalyniwka.
Am 17. Juli 2020 kam es im Zuge einer großen Rajonsreform zum Anschluss des Rajonsgebietes an den Rajon Nowomoskowsk.
Folgende Orte sind neben dem Hauptort Tschernetschtschyna Teil der Gemeinde:
| Name                     | Name        | Name                       |
| ukrainisch transkribiert | ukrainisch  | russisch                   |
| ------------------------ | ----------- | -------------------------- |
| Dmuchajliwka             | Дмухайлівка | Дмухайловка (Dmuchailowka) |
| Hupaliwka                | Гупалівка   | Гупаловка (Gupalowka)      |
| Krasnopillja             | Краснопілля | Краснополье (Krasnopolje)  |
| Kremeniwka               | Кременівка  | Кременевка (Kremenewka)    |
| Mussijenkowe             | Мусієнкове  | Мусиенково (Mussienkowo)   |
| Myniwka                  | Минівка     | Миновка (Minowka)          |
| Saplawka                 | Заплавка    | Заплавка                   |